# Бруно Руффо
Бруно Руффо (італ. Bruno Ruffo; 9 грудня 1920, Колоньйола-ай-Коллі, Венето, 10 лютого 2007, Верона) — італійський мотогонщик. Триразовий чемпіон світу з шосейно-кільцевих мотогонок серії Гран-Прі: двічі у класі 250cc (1949 та 1951 роки) та у 125cc (1950).

## Біографія
Бруно Руффо був сином механіка, який керував майстернею мотоциклів. У гонках дебютував у віці 17 років.
У дебютному сезоні чемпіонату світу з шосейно-кільцевих мотоперегонів серії Гран-Прі, що проходив під егідою Міжнародної мотоциклетної федерації в 1949 році, Бруно на мотоциклі Moto Guzzi став найкращим.
В наступному сезоні Руффо, за вказівкою керівництва Moto Guzzi, змушений був поступитись у боротьбі партнеру по команді Даріо Амброзіні, посівши за підсумками чемпіонату третє місце. Натомість він сконцентрував свої зусилля над виступами у класі 125cc за команду Mondial, з якою став дворазовим чемпіоном світу.
У сезоні 1951 році Бруно вдруге виграв чемпіонат в класі 250cc, здобувши чотири перемоги на етапах.
У сезоні 1952 році він продовжував виступати за Moto Guzzi в класі 250cc. Він був 2-им на Гран-Прі Нідерландів в Ассені позаду свого товариша по команді Енріко Лорензетті, який пізніше став чемпіоном. Руффо встановив найшвидше коло в трьох з чотирьох Гран-Прі сезону, в яких брав участь. Під час Гран-Прі Німеччини Руффо зазнав зіткнення з Лорензетті, зламавши обидві ноги і отримавши важкі травми, після яких він так і не оговтався. Після довгого одужання, він повернувся в 1953 році і виграв дві гонки національного рівня в Сіракузах і в Местре. На жаль, під час практики на острові Мен, він знову попав у аварію, пошкодивши зламані ноги знову. Після цього Бруно Руффо у віці 32 років вирішив залишити гонки.
Бруно завершив професійну кар'єру в 1952 році після аварії і відкрив успішний бізнес з прокату автомобілів у Вероні.
У 1955 році президент Італії Джованні Гронкі нагородив Бруно орденом за заслуги перед Італійською республікою. У 2003 році президент Карло Чампі зробив Руффо кавалером ордена за заслуги перед Італійською республікою, поставивши Бруно в один ряд із такими чемпіонами, як Джакомо Агостіні, П'єр Паоло Б'янкі, Еугеніо Лаззаріні та Карло Уббіалі.

## Статистика виступів

### MotoGP

#### У розрізі сезонів
| Сезон  | Клас   | Мотоцикл   | Гонки | Пер | Под | НК | Очки | Місце |
| ------ | ------ | ---------- | ----- | --- | --- | -- | ---- | ----- |
| 1949   | 250cc  | Moto Guzzi | 3     | 1   | 2   | 0  | 24   | 1     |
| 1950   | 125cc  | Mondial    | 3     | 1   | 2   | 1  | 17   | 1     |
| 1950   | 250cc  | Moto Guzzi | 1     | 0   | 1   | 0  | 6    | 3     |
| 1951   | 250cc  | Moto Guzzi | 4     | 2   | 4   | 3  | 22   | 1     |
| 1951   | 500cc  | Moto Guzzi | 1     | 0   | 0   | 0  | 2    | 19    |
| 1952   | 250cc  | Moto Guzzi | 2     | 0   | 1   | 1  | 7    | 6     |
| всього | всього | всього     | 14    | 4   | 10  | 5  | 78   |       |